# Cyrtomyia pictipennis
Cyrtomyia pictipennis är en tvåvingeart som först beskrevs av Jacques-Marie-Frangile Bigot 1857.  Cyrtomyia pictipennis ingår i släktet Cyrtomyia och familjen svävflugor. Inga underarter finns listade i Catalogue of Life.